# Le Jeu des dictionnaires

Le Jeu des dictionnaires était une émission humoristique belge de radio diffusée chaque jour de la semaine entre 17 h 15 et 18 h sur les ondes de la radio publique belge La Première de 1989 à 2011. 

## Historique
La première émission a été diffusée en 1989, et le dernier enregistrement a eu lieu le 16 juin 2011 à Wemmel.
Le principe de l'émission est assez simple : un invité (en général une personnalité culturelle) doit trouver la bonne définition d'un mot français rare parmi quatre propositions faites par les membres de l'équipe de l'émission. Une seule de ces définitions est la bonne ; les trois autres donnent lieu à des sketchs et autres histoires drôles, parfois complètement burlesques.
L'émission est extrêmement populaire au point que plusieurs centaines de personnes se massent à chacun des enregistrements qui ont lieu la plupart du temps hors des studios de la RTBF un peu partout en Belgique francophone.
Cette émission, animée à l'origine par Jacques Mercier assisté de Virginie Svensson, l'est depuis novembre 2008 par Véronique Thyberghien, vu le départ à la retraite de  Jacques Mercier, et a reçu au fil du temps le concours de plusieurs personnalités belges, comme Jules Metz, Pierre Kroll, Juan d'Oultremont, Soda, Philippe Geluck, Marc Moulin, Hugues Dayez, Raoul Reyers, Jean-Pierre Hautier, Laurence Bibot, Nathalie Uffner, Jean-Jacques Jespers, Éric De Staercke, Aurélia Dejond, Jean-Luc Fonck, Gilles Verlant ou, récemment, Miam Monster Miam, Frédéric Jannin, Serge Honorez, Gilles Dal, Thomas Gunzig, Chloé Von Arx et Pointbarre Delphine.
Alain Debaisieux assure les interventions sonores pendant l'enregistrement à l'aide de samples et autres musiques.
La fin de l'émission fut annoncée le 17 juin 2011 par les dirigeants de la RTBF-Radio et de La Première, Francis Goffin et Jean-Pierre Hautier.
Le 19 mars 2017, Le Jeu des dictionnaires a fait son grand retour au profit d'une œuvre caritative (l'asbl DoucheFLUX) après six ans d'absence. L'équipe s'est exceptionnellement reconstituée pour l'occasion à Woluwe-Saint-Lambert, au Centre culturel Wolubilis, lors de deux représentations en direct devant un public,,.

## La Semaine Infernale
Une fois par semaine, l'émission, sous le nom de la Semaine infernale, prenait un tour plus polémique et passait en revue l'actualité politique belge.

## La Télé Infernale
Le Jeu des dictionnaires a connu plusieurs tentatives d'adaptation en télévision, sans succès comparable à celui de l'émission radiodiffusée.
La Télé Infernale (LTI) lancée en 2004-2005 sur la Une, première chaîne télé de la RTBF, réunit six membres de l'équipe autour de Jacques Mercier, lesquels se proposent de distraire le téléspectateur au moyen de saynètes filmées, parodies, détournements, etc.
Depuis la rentrée septembre 2006, la Télé Infernale n'est plus diffusée.

## Les différents univers présents
S’agissant d’une émission humoristique, les chroniqueurs énonçant une fausse définition présentent souvent celle-ci sous forme d’un sketch, d’une parodie ou placent leur définition au sein d’un univers imaginaire comportant différents personnages.  Certains chroniqueurs ont ainsi réutilisé les mêmes personnages durant plusieurs années.

### Laurence Bibot
- L'émission de radio Échange et changes : émission de radio pendant laquelle les auditeurs sont invités à réagir par téléphone à propos de thèmes aussi variés que « le mal vivre », « pas jolie mais bourrée de charme » ou encore « la varicelle du nouveau-né ».  Laurence Bibot interprète l'animatrice Suzette, le responsable de la « mise en ondes » Jean-Pierre, les différents auditeurs intervenant ainsi que les divers bruitages (djingles, aboiements de chiens, etc.).
- Chrystelle, la baby-sitter : série de sketchs racontant les aventures de Chrystelle, baby-sitter, qui se fait draguer par le papa de la famille où elle travaille.  À l'occasion d'un autre sketch, c'est Clifford, petit ami de Chrystelle, qui la remplace (parce qu'elle étudie un examen) ; ce dernier se fait alors draguer par la maman.
- Madame Gawenda : parodies des messages diffusés via haut-parleurs dans les supermarchés, à destination du personnel ou de « notre aimable clientèle ».

### Juan d'Oultremont
- La clinique du Docteur Derscheidt : clinique pour les dépressifs chroniques et les neurasthéniques profonds où existent différents ateliers comme l’ablépharie, l'atelier pyrotechnique de la clinique.  À chaque définition, un nouvel atelier.
- Le neveu Gregory : l'enfant que Juan « déteste le plus au monde ».  C'est le neveu et filleul imaginaire de Juan.  Ce dernier cherche systématiquement à lui offrir des cadeaux pour l’électrocuter ou, de façon plus générale, le faire passer de vie à trépas.
- La « sœur qui fait de l'équitation » : la sœur imaginaire de Juan, mère de Gregory.
- Les spermatozoïdes : Juan nous fait découvrir au fur et à mesure chaque espèce de spermatozoïde.  Cela commence par les spermatozoïdes témoins de Jéhovah, forains, preneurs d’otages, princiers, etc.
- Les réflexions philosophiques : chaque réflexion commence par « C’est dingue » et a souvent un rapport avec Jésus
- Les déclarations urbi et orbi en 77 langues différentes
- Les enterrements commentés des membres de l'équipe
- Les hommes « tout petits », qui, avec leurs tout  petits bras, vivent dans les clignoteurs des voitures pour allumer et éteindre la lumière très vite ou d'autres qui, installés dans le monnayeur du caddy, tirent de toutes leurs forces pour maintenir la pièce en place, le temps que l'on fasse ses courses.  À chaque définition, une nouvelle fonction pour ces hommes.
- Les animaux sont des couillons : jeu dans lequel Juan imite le cri d'un animal.  Le but du jeu consiste à trouver de quel animal il s'agit ainsi que les circonstances dans lesquelles il a été poussé.
- Le prince Tchowdi : allusion détournée au prince Philippe ainsi qu’à tous les autres membres de la famille royale belge, tels que son frère le prince Wowdi, le roi Ring-sortie-twee, la reine Ohlala ou encore la princesse Astableif qui a épousé l’archiduc Gewurztraminer-vendanges-tardives, etc.

### Frédéric Jannin
- Le Parrain (avec Sergio Honorez) où une filleule tente de convaincre son (vieux) parrain d'arrêter de siffloter éternellement la même rengaine surannée. Ce sketch, mélange de français et de wallon, s'ouvre sur la musique du Parrain de Francis Ford Coppola.
- Flashback : Parodie de l'émission Flashback de La Première, présentée dans sa version originale par Jacques Bauduin et Claude Delacroix.
- La Sixième Oreille : Parodie de l'émission La Troisième Oreille sur La Première présentée dans sa version originale par Marc Danval.

### Marc Moulin
- Les réflexions du sage Li-Mou-Sine.
- L’immonde Maurice Vlak : l’homme qui fume des canaris, qui mord dans les carrosseries de ses voisins et dont le passe-temps favori est d' « aller à la toilette ».

### Raoul Reyers
- L'élève Sadomazo : duo avec Catherine Ronvaux où elle fait l'institutrice et Raoul l'élève. On a souvent des phrases pouvant être prise à double sens.
- Les fumeurs (avec Frédéric Jannin) : deux vieux cancéreux des poumons qui parlent du tabac en prenant une voix très rauque (aspirant au lieu d'expirer).
- Radio Verviers 104.4 : radio qui fait la promotion constante d'un salon de coiffure à la rue Crapaurue situé à Verviers.
- Super Wallon : un super-héros au service de la Wallonie. Raoul Reyers y raconte au moyen d'une scène banale les problèmes récurrents de la Région.
- Freddy, un obsédé sexuel qui téléphone à une personne du téléphone rose interprétée par Aurélia Dejond.

### Philippe Geluck
- Le coucou wallon : il se différencie du coucou commun par son cri Coucou gamin
- Les philosophes québécois : quelques réflexions philosophiques telles que « Le début d’la fin s’enchaîne avec la fin du début lorsque le milieu n’est pas ben long » qu’il déclame avec l’accent.

### Pierre Kroll
- Les extraits d'évangile : Pierre Kroll met au goût du jour des extraits d'évangile en lisant les numéros de verset à voix haute.
- Les chauves-souris : bêtises, sottises, âneries, blagues, insanités, inventions, mensonges et quelques vérités sur ces petits animaux fascinants qui n'ont des problèmes que pour déféquer la nuit la tête en bas.
- James Bond : rencontres imaginaires entre James Bond et Mister Q, le génial accessoiriste, qui sont autant de prétextes pour présenter des gadgets délirants (mais secrets) et autres méchants-qui-veulent-détruire-le-monde.

### Jean-Jacques Jespers
- Les « agaceries de JJJ » : Jean-Jacques Jespers présente aux protagonistes de la bande quelques expressions ou pièges de la langue française, simples en apparence, mais qui se révèlent évidemment extrêmement coriaces.
- « C'est une fois de plus l'étymologie qui va nous aider » : phrase par laquelle Jean-Jacques Jespers, féru d'étymologie et de toponymie, entame régulièrement ses définitions.

### Miam Monster Miam
- 12-18, l'émission où l'on écoute les jeunes sans préjugés (même si on pense que ce sont tous des fainéants) : Miam parodie ainsi l'émission radiophonique de la RTBF Quand les jeunes s'en mêlent.  Il y interprète l'animateur et Raoul Reyers incarne le jeune, en général, idiot ou affublé d'une caractéristique physique monstrueuse, qui s'appelle toujours Raoul.
- Ventriloquie magazine : Miam y interprète des ventriloques, parodies de chanteurs célèbres, par exemple Johnny et son froc en cuir qui parle ou Demis et sa touffe de poils.
- La Vingt-neuvième Dimension : « une balade auditive et poétique réalisée, montée, racontée, écrite, scénarisée, inventée par Stéphane Dupond et Dupont ».  Il s'agit d'une parodie de l'émission La Quatrième dimension de Stéphane Dupont, sur La Première.
- Le rappeur 50 centimes : rappeur de la banlieue liégeoise qui se prend pour un gangster viril.
- Les hommes-œufs, parodie des conflits linguistiques en Belgique.

### Gilles Dal
- Les interviews du Dalaï Lama.
- Les accidents rue de Ninove.
- Les malaises vagaux.
- Le jeu de l'ami Dal : il s’agit de faire deviner aux autres membres de l’équipe si deux personnes célèbres de l’Histoire ont vécu à la même époque et auraient ainsi pu se rencontrer ou, variante, si une personne célèbre aurait pu profiter d’une avancée technologique apparue à une certaine époque.

### Thomas Gunzig
- Les Schtroumpfs.
- Scarlett Johansson : l'actrice se retrouve transformée en un accessoire utile du quotidien.
- La fiancée avec une fonction supplémentaire : il rajoute des fonctions au fiancé comme l'auto-reverse.

### Univers communs
Il s'agit d'univers qui ont été partagés entre plusieurs membres de l'équipe.
- La saga des moutons retournés : créée initialement par Philippe Geluck et enrichie par Juan d'Oultremont, Marc Moulin, Pierre Kroll et Olivier Monssens.  Chaque espèce de mouton retourné proposé lors d'une définition doit être homologué par la Mouton Retourned Academy of Saint-Martin in the Fields dont Philippe Geluck est un des membres éminents.  En voici la liste homologuée :
  1. Le mouton qu'on a pris par les pattes et qu'on a mis sur le dos
  2. Le mouton qui boude dans son coin et qui tourne le dos
  3. Le mouton qui après avoir vécu 12 ans dans la ville est retourné dans son village
  4. Le mouton retourné classique, celui dont la peau est retournée
  5. Le mouton à qui on a raconté une histoire tragique et qui en est tout retourné
  6. Le mouton qui après être passé par un dompteur de moutons est retourné à l'état sauvage
  7. Le mouton qui est retourné durant la cuisson sinon ça brûle
  8. Le mouton retourné en verlan qui donnait le tonmou
  9. Le mouton qui vit en Australie avec la tête en bas et les pattes vers le haut
  10. Le Mouton-Rothschild retourné
- Les frasques sexuelles de Jacques Mercier.  Plusieurs chroniqueurs, en particulier Philippe Geluck, Marc Moulin, Olivier Monssens et Juan d’Oultremont, ont bâti une légende autour de Jacques Mercier, par exemple en évoquant sa légendaire Ford Escort brun métallisé, dont la banquette arrière aurait été le théâtre de nombreuses aventures, en n’hésitant pas à le présenter au besoin comme un pervers ou un obsédé sexuel affublé d’un organe génital surdimensionné.

## Émissions liées
- La Semaine infernale
- C'est presque sérieux